# Liste der Kulturgüter in Eclépens
Die Liste der Kulturgüter in Eclépens enthält alle Objekte in der Gemeinde Eclépens im Kanton Waadt, die gemäss der Haager Konvention zum Schutz von Kulturgut bei bewaffneten Konflikten, dem Bundesgesetz vom 20. Juni 2014 über den Schutz der Kulturgüter bei bewaffneten Konflikten sowie der Verordnung vom 29. Oktober 2014 über den Schutz der Kulturgüter bei bewaffneten Konflikten unter Schutz stehen.
Objekte der Kategorien A und B sind vollständig in der Liste enthalten, Objekte der Kategorie C fehlen zurzeit (Stand: 1. Januar 2023).

## Kulturgüter
| Foto |                                                              | Objekt | Kat. | Typ | Standort                              | Beschreibung                                                                                  |
| ---- | ------------------------------------------------------------ | --- | ---- | --- | ------------------------------------- | --------------------------------------------------------------------------------------------- |
| ja   | Datei hochladen · Wikidata zu Canal d’Entreroches (Q1032679) | Ehemaliger Canal d’Entreroches / Ancien canal d’Entreroches KGS-Nr.: 06063                                                                    | A    | G   | 532256 / 168187                       | Objekt liegt teilweise auf dem Gemeindegebiet von Orny (KGS-Nr. 17458).                       |
| ja   | Datei hochladen · Wikidata zu Mormont (Q1948256)             | Le Mormont / Pévraz / Tilérie, neolithisch-römische Fundstellen / Le Mormont / Pévraz / Tilérie, sites néolithiques et romains KGS-Nr.: 11776 | A    | G   | 530730 / 167501                       | Liegt zum Teil auf dem Gemeindegebiet von La Sarraz (KGS-Nr. 16358) und Orny (KGS-Nr. 16560). |
| ja   | Datei hochladen · Wikidata zu Château d'En-Haut (Q23784238)  | Château d’En-Haut KGS-Nr.: 06064 | B    | G   | Château d’en-Haut 1–9 530030 / 167280 | Umfasst befestigtes Haus, Nebengebäude, Bauernhaus, Lagerhaus, Brunnen und Park.              |